# Falkenfels
Falkenfels è un comune tedesco di 1 008 abitanti, situato nel land della Baviera.